# Alejandro Maclean
Alejandro Maclean (Madri, 6 de agosto de  1969 - Casarrubios del Monte, 17 de agosto de 2010) foi um produtor de televisão e desportista aéreo que competia na Red Bull Air Race World Series sob o número 36..
Alejandro, cujo avô era escocês, origem de seu nome de família, fora fascinado por aviões desde criança. Com 18 anos, comprou seu primeiro Ultraleve. Logo, começou a tentar algumas manobras em seu novo avião.
O espanhol Alex Maclean, como era mais conhecido, foi campeão de acrobacias aéreas europeu e participava do Red Bull Air Force - competição que é comparada à Fórmula 1 nos ares.
Morreu na manhã do dia 17 de agosto de 2010 em decorrência de um desastre aéreo, nos arredores do aeroporto de Casarrubios del Monte, no norte da província de Toledo, quando treinava para as competições do campeonato aéreo de 2010.

## Títulos
- Duas vezes campeão espanhol de acrobacias
- Campeão europeu de acrobacias
- Campeão do 1998 Lithuanian Open Aerobatic Championship